# Mapungubwe
Mapungubwe, a la província de Limpopo a Sud-àfrica, a la confluència dels rius Limpopo i Shashe, pròxima a les fronteres amb Zimbabwe i Botswana, va ser integrada en la llista del Patrimoni de la Humanitat de la UNESCO el 2003 amb el nom de Paisatge cultural de Mapungubwe, per representar els vestigis d'un estat que va florir en aquella regió entre els segles IX i XIV, amb característiques semblants al que va donar origen al Gran Zimbabwe.